# Bembecia pyronigra
Bembecia pyronigra is een vlinder uit de familie wespvlinders (Sesiidae), onderfamilie Sesiinae.
Bembecia pyronigra is voor het eerst wetenschappelijk beschreven door Špatenka & Kallies in 2001. De soort komt voor in het Palearctisch gebied.